# ヴァレンチナ・セーロヴァ

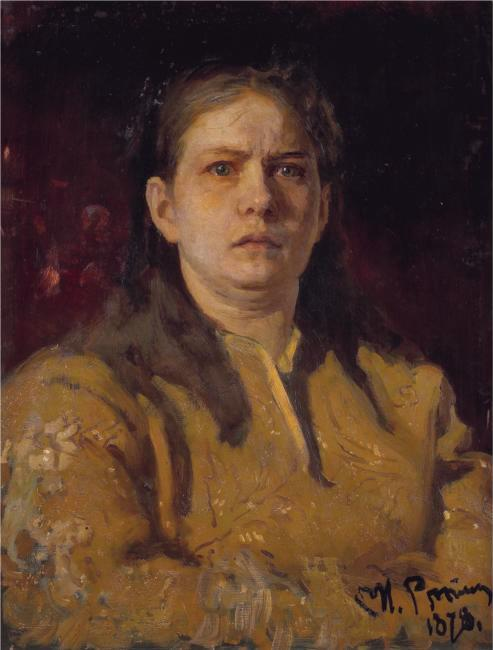
イリヤ・レーピンの絵画『ソフィヤ・アレクセイエヴナの肖像』（1878年）

ヴァレンチナ・セミョーノヴナ・セローヴァ（ロシア語: Валенти́на Семёновна Серо́ва / Valentina Semyonova Serova, 1846年 モスクワ - 1924年6月26日 同地）はロシアの女性作曲家。旧姓はベルクマン（Бергман）といい、ドイツ系ユダヤ人の家系であった。レーピンの肖像画『摂政ソフィヤ』のモデルを務めている。

## 生涯
一時期ペテルブルク音楽院に在籍するが、アントン・ルビンシテインと対立して退学する。その後、まだ作家としてしか知られていなかったアレクサンドル・セローフの指導を受けるうちに恋仲となる。セーロフの歌劇《ユディト》が大成功を収めた直後に、セーロフから求婚された。1863年に結婚し、1865年には、後に肖像画家として名を揚げることになった息子ヴァレンチンを出産した。1871年に夫アレクサンドルが心臓発作に斃れると、遺作となった3作目の歌劇《魔力》の最終幕を、亡夫の遺稿と、生前アレクサンドルが演奏して聞かせていた終結部の記憶に基づき、完成させた。楽器配置と校訂は作曲家N.F.ソロヴィヨフの手を借りている。《魔力》は1875年に初演された。
夫の遺作オペラを補筆した経験に触発されて、自らもオペラを作曲するようになった。処女作《ウリエル・アコスタ》は1885年にモスクワ・ボリショイ劇場で初演されている。同作の総譜をピョートル・チャイコフスキーに見てもらった際に多数の間違いを指摘され、セーロヴァはチャイコフスキーに和声法を指導してくれるように頼んだが、代役としてアントン・アレンスキーを推薦された。2作目の《マリア・ドルヴァル》は上演されぬままに失われてしまった。第3作の《イリヤー・ムーロメツ》は、1899年にフョードル・シャリアピンを主役に迎えてモスクワで初演したところ、大成功を収めた。最後となった第4作のオペラは現存せず、題名もわからないままである。
夫の死後に回想録を発表している。晩年は教育関係の仕事に従事し、1924年にモスクワで没した。
姉のアデライダ（1844年-1933年）は小児科医ヤーコフ・シモノヴィチと結婚し、教育者となった。

## 参考資料・外部リンク
- www.classical-composers.org